# M1892轉輪手槍
M1892轉輪手槍（或稱：勒貝爾轉輪手槍或聖埃蒂安8毫米）是法國採用的一種制式手槍，由聖埃蒂安武器製造廠生產，以取代老舊的MAS 1873轉輪手槍。該槍在一戰期間為法國軍隊的制式手槍。
M1892是一種使用實心槍體的轉輪手槍，它的彈巢為外擺式設計，在裝彈時射手需把彈巢向右方擺出並完成裝填（這點跟大部份外擺式設計的轉輪手槍向左擺出彈巢的設計有所不同，因此在漢語文化圈中該槍有時也會被稱為“右輪”手槍，目的是為了跟“左輪”手槍作出區別）。M1892首次在1893年投入實戰，並被法國軍官在一戰期間廣泛使用，它亦被法國警察裝備至1960年代中期才退役。
該槍發射8毫米槍彈，一種比起當代的許多轉輪手槍（如：其前身MAS 1873轉輪手槍以及英國製韋伯利轉輪手槍）更小口徑的槍彈。

## 歷史
儘管M1892最初是為了提供給軍官作防身武器而設計，它在1892-1924年期間一共生產了超過350,000枝，並列裝法國陸軍、海軍和國家憲兵以及其他部門。而法國的士官則繼續裝備較舊的MAS 1873，但在一戰期間他們亦廣泛的使用.32 ACP口徑的紅寶石半自動手槍（Ruby Pistol）。M1892雖然被普遍的稱為勒貝爾轉輪手槍，但諷刺的是現在還未有證據可以證明尼古拉斯·勒貝爾上校參與了此槍和其所用彈藥的設計。此槍於1935年被Mle 1935半自動手槍官方地取代，但在二戰期間仍然非常普遍，更被帶到美國作為紀念品。

## 設計
M1892使用的彈藥為8毫米口徑的黑火藥彈，這種彈藥與.32-20 WCF彈非常類似，而後來在一戰期間裝備的手槍已改用同口徑的無煙火藥彈。此槍為一種使用實心槍體的雙動式轉輪手槍，彈巢為右方擺出，擺出後可查看各個膛室的剩彈量，亦可把彈殼倒出。重新裝填後，射手需把彈巢推回原位，並以位於槍體右邊的鎖閂把它鎖定。除此之外，位於槍體左邊的側板可被翻開，以方便用戶清潔和保養內部零件。這些內部零件均刻有數字，以令用戶能順序地將它們分解。每枝手槍的槍管右邊亦刻有其生產年份（例：S 1895代表了此槍於1895年生產），而槍管頂部則刻有Mle 1892的字眼。M1892平時可收藏在一個大型的密封式手槍皮套裡，12發備用子彈亦藏在裡面。

## 特徵
M1892是一種堅固、精確度高和品質不錯的轉輪手槍。射手能夠拉下擊鎚然後再扣動扳機以作單動式射擊，亦可直接的扣動扳機作雙動式射擊。而它唯一較明顯的缺點就是作為一枝軍用手槍火力較弱，口徑只有8×27毫米。論制止力，它也只是勉強地達到.32 ACP彈的水平。

## 使用國
- 比利时[3]
- 捷克斯洛伐克[4]
- 法國[1]
- 德意志國
- 东德
- 摩納哥
  - 王太子卡賓槍騎兵連（英语：Compagnie des Carabiniers du Prince）[5]
- 西班牙[3]
- 瑞士[1]

## 另見
- MAS 1873轉輪手槍